# Lil Green
Liliane Green (Chicago, 22 décembre 1919-14 avril 1954) est une chanteuse de blues américaine.

## Biographie
Lillian Green est née au Mississippi le 22 décembre 1919. Après le décès précoce de ses parents, alors qu'elle n'a qu'une douzaine d'années, elle se rend à Chicago, Illinois, pour entamer une  carrière de chanteuse. Lil Green chante dans les cabarets et les clubs de la ville.
Sa voix attire l'attention sur elle. À l'âge de 18 ans elle enregistre pour Lester Melrose et grave une série de titres qui se révèlent des succès commerciaux auprès du public noir.
Elle est souvent accompagnée à la guitare par Big Bill Broonzy qu'elle rencontre à la fin des années 1930. C'est d'ailleurs avec lui qu'elle gravera son plus grand succès Romance In the dark.
Après Chicago, Lil Green chantera ensuite à Détroit, toujours accompagnée du guitariste Big Bill Broonzy, où elle effectuera les tournées du circuit des théâtres noirs. Elle sera parfois accompagnée par l'orchestre de Tiny Bradshaw.
Lil Green passera au Savoy Ballroom et à l'Apollo Theater de Harlem, et travaillera également avec Luis Russell.
Son style n'arrive malheureusement pas à conserver les faveurs du public noir de l'après guerre. Meurtrie par cette situation, elle connaît des années de dérive personnelle et meurt à Chicago, le 14 avril 1954, d'une pneumonie. Lil Green avait 34 ans.
Elle est enterrée dans le cimetière d'Oak Hill à Gary Indiana.
Lil Green chantait avec force et conviction. Sa voix haut perchée nous plonge au cœur même des racines du blues, musique qu'elle porte à un rare degré d'émotion.
Lil Green peut faire penser à Bessie Smith car elle chante avec autorité, mais son art d'interpréter les ballades la rapproche davantage de Billie Holiday. Cette dernière reprendra Romance In the dark.
Le style de Lil Green annonce les chanteuses de rhythm and blues des années suivantes.

## Enregistrements
- Why don't you do right 1940
- Romance in th dark 1940
- What's the matter with love 1941